# Огинский, Богдан Александрович
Богдан Александрович Огинский (пол. Bogdan Ogiński, ок. 1619 — февраль 1649) — государственный и военный деятель Великого княжества Литовского, хорунжий надворный литовский в 1645—1649 годах, подчаший браславский с 1635 года, дворянин королевский с 1643 года.

## Биография
Сын каштеляна трокского Александра Богдановича Огинского и его первой жены Александры Шемет. Учился в Академии Краковской, после окончания обучения много путешествовал (в том числе и в Нидерланды). Посол (депутат) от Трокского воеводства в Сейме с 1640 по 1649 годы. В 1648 году был послом элекционного сейма, назначен военным комиссаром; подписал избрание польским королём Яна II Казимира Вазы как бывшего воеводы трокского и воеводы минского. Хорунжий надворный литовский с 14 января 1645 года.